# ボウリング・フォー・コロンバイン
『ボウリング・フォー・コロンバイン』（原題: Bowling for Columbine）は、2002年に製作されたアメリカ映画である。1999年4月20日に発生したコロンバイン高校銃乱射事件に題材を取った、マイケル・ムーア監督のドキュメンタリーである。デビュー作『ロジャー&ミー』（1989年）で確立したアポなし突撃取材が本作でも遺憾なく発揮されている。
日本公開は2003年1月25日、キャッチフレーズは「こんなアメリカに誰がした」。

## 内容
本作は主にコロンバイン高校銃乱射事件の被害者、犯人が心酔していた(と言われた)歌手のマリリン・マンソンや全米ライフル協会（NRA）会長（当時）のチャールトン・ヘストン、『サウスパーク』の制作者マット・ストーン、オクラホマシティ連邦政府ビル爆破事件の関係者、フリント小学校の銃撃事件の関係者、コロンバイン市民らへのインタビューなどを中心に構成されている。
清教徒のアメリカ大陸移住から現在までの銃社会の歴史検証や、アメリカの隣国で隠れた銃器大国のカナダ、日本、イギリスなどの他の先進国との比較や現地の国民のインタビューから、事件の背景と銃社会アメリカのいびつで異常な姿をあぶり出してゆく。本作では銃規制を訴えてはいるが、しかしカナダはアメリカ以上に銃の普及率が高いのに、銃犯罪の発生率が低いのはなぜなのかという今まであまり疑問を待たれずにいた謎についても、ある程度核心に迫る探求を試みる。そして、アメリカ建国の経緯に大きくまつわる先住民族ネイティブアメリカンの迫害・黒人奴隷強制使役以来、アメリカ国民の大勢を占める白人が彼らからの復讐を未来永劫恐れ続ける一種の狂気の連鎖が銃社会容認の根源にあるという解釈を導き出す。
更に本作ではそうしたアメリカ国民の恐怖や不安や特定の人種への偏見・憎悪を、TVメディアが番組を通して掻き立てている可能性についても指摘している。
作品中でムーアは、事件の被害者を伴ってアメリカ第2の大手スーパーマーケット・チェーンストアであるKmartの本社を訪れ、交渉の末全ての店舗で銃弾の販売をやめさせることに成功した。

## 題名
題名の『ボウリング・フォー・コロンバイン』はダブル・ミーニングである：
- 「犯人たちがマリリン・マンソンの影響を受けた」として保守派メディアからマンソンが批判されたにもかかわらず、犯行の直前までプレイしていたボウリングの悪影響が論じられないのはおかしいという皮肉。なお、マンソンの影響は、後に否定された。
- ボウリングのピンは、人間と形が似ているので、銃の射撃練習に使われるということ。

## キャスト
| 出演者                 | 日本語吹替                                                                                  | 日本語吹替 |
| 出演者                 | ソフト版                                                                                    | テレビ東京版 |
| ---------------------- | ------------------------------------------------------------------------------------------- | --- |
| マイケル・ムーア       | 江原正士                                                                                    | 山寺宏一 |
| マリリン・マンソン     | 松岡充                                                                                      | 三木眞一郎 |
| チャールトン・ヘストン | 小林清志                                                                                    | 納谷悟朗 |
| クリス・ロック         | 高木渉                                                                                      | 高木渉 |
| トレイ・パーカー       |                                                                                             | |
| マット・ストーン       | 坂東尚樹                                                                                    | |
| 吹替版その他           | 大塚芳忠 さとうあい 岩崎ひろし 仲野裕 土田大 山像かおり 遠藤純一 棚田恵美子 新垣樽助 重松朋 | 寺杣昌紀 相沢まさき 田原アルノ 中村大樹 星野充昭 秋元羊介 楠見尚己 滝沢ロコ 土田大 武藤正史 佐藤しのぶ 岩崎ひろし 寺内よりえ 後藤哲夫 鈴木紀子 園田恵子 喜田あゆ美 高瀬右光 赤城進 宗矢樹頼 伊井篤史 池田亜希子 矢野裕子 新井里美 木下紗華 桂木黎奈 恒松あゆみ 加納千秋 根本圭子 |
| 日本語版制作スタッフ   |                                                                                             | |
| 演出                   | 高田浩光                                                                                    | 高橋剛 |
| 翻訳                   | 原口真由美                                                                                  | 松井まり |
| 調整                   | 安齋歩                                                                                      | 重光秀樹 新井保雄 |
| 効果                   |                                                                                             | リレーション |
| 担当                   |                                                                                             | 別府憲治 宮地奈緒 |
| 制作                   | プロセンスタジオ                                                                            | HALF H・P STUDIO |
| 初回放送               |                                                                                             | 2004年9月16日 『木曜洋画劇場』 21:00～23:24 |

テレビ東京版ではかつてチャールトン・ヘストンの吹替を専属で担当していた納谷悟朗が起用されているが、本作でヘストンが不名誉な扱いを受けていることから担当スタッフは切ない思いで納谷にオファーすることになったという。しかし納谷自身は「ヘストンの声はオレ」としっかり引き受け、同スタッフは「プロ中のプロ」と感じたという。

## 評価
制作費はわずか400万ドルに過ぎなかったが、公開以来全世界で4,000万ドルの興行収入を上げ、世界各国のドキュメンタリー作品の興行成績を塗り替えた。劇場公開時、米国内では「強引な撮影手法には眉をひそめる人も多いだろうが、アメリカ文化に対する洞察は鋭く、政治的立場を問わずその主張には耳を傾けざるをえない」といった論評が行われた。
一方、意図的な編集がなされていると批判される事もある。例えばコロンバイン高校での事件を受けてNRAがわざわざコロラド州で集会を開催したかのようにも見える編集がなされている。しかしこの集会は事前から予定に組み込まれていたものであり、銃乱射事件の直後に敢えてデンバーを年次集会の会場に選んだわけではない（乱射事件は年次集会予定日のわずか11日前に発生した）。全米ライフル協会のサイトを確認すると、年次集会の日程は前年の時点で既に決定済みであることが分かる。また、被害者達に配慮して通常は数日かけて行われる行事のほとんど（銃製造会社による商品の説明や講習会、バーベキューなど）を取りやめており、ニューヨーク州を本拠地とする非営利団体が法律上行わなければいけない集会しか行わなかったため1日で終了している。さらには銃乱射事件から1年後の集会でチャールトン・ヘストンが言った台詞を、彼がデンバーでの集会で言ったかのように誤認させる演出が為されている（注意深く見ると、ヘストンのネクタイの色が別物であることなどがわかる）。
もっとも、コロンバイン高校で起きた事件直後にNRAがデンバー市長の中止要請を押し切って集会を開催し、それに対する市民の大規模な抗議活動が行われたことは事実である。NRA側は上記のとおり「事件に配慮して集会の規模を縮小した」「会場はすでに決定済みだった」などと主張したが、主要メディアでは「無神経かつ傲慢であることに何ら変わりはない」とする強い批判が行われた。またチャールトン・ヘストンは映画の末尾でマイケル・ムーアによるインタビューの中で「会場に行くまで事件のことは知らなかった」などと釈明している。
また作中で「暴力的ゲームの多くは日本製だ（Most of the violent video games are from Japan）」とナレーションされるシーンにおいて、初めの映像はセガの『バーチャファイター』であり日本製だが、続いて映される『モータルコンバット』はアメリカ製である。ただし、映画公開当時に流行していた人気ゲームの多くが日本産だったこと自体は事実である。
アメリカを中心に各国ではきわめて高い評価を受けている。2003年にはフランスのセザール賞（最優秀外国映画賞）・アメリカのアカデミー賞（長編ドキュメンタリー映画賞）を受賞したほか、カンヌ映画祭においても55周年を記念した特別賞を授与されている。

## 受賞歴
- 2002年 - カンヌ国際映画祭 55周年記念特別賞受賞
- 2002年 - アムステルダム国際ドキュメンタリー映画祭 観客賞受賞
- 2002年 - アトランティス映画祭 観客賞受賞
- 2002年 - ベルリン国際映画祭 観客賞受賞
- 2002年 - ブロードキャスト映画批評家協会賞受賞
- 2002年 - シカゴ映画批評家協会賞 最優秀ドキュメンタリー賞受賞
- 2002年 - ナショナル・ボード・オブ・レビュー 最優秀ドキュメンタリー賞受賞
- 2002年 - サン・セバスティアン国際映画祭 観客賞受賞
- 2002年 - サウス・イーストン映画批評家協会賞　最優秀ドキュメンタリー賞受賞
- 2002年 - サンパウロ国際映画祭 ドキュメンタリー部門 観客賞受賞
- 2002年 - トロント映画批評家協会賞 最優秀ドキュメンタリー賞受賞
- 2002年 - バンクーバー国際映画祭 最優秀作品賞受賞
- 2002年 - アメリカ脚本家組合 最優秀脚本賞受賞
- 2003年 - フロリダ映画批評家協会賞 最優秀ドキュメンタリー賞受賞
- 2003年 - ゴールデン・サテライト賞 最優秀ドキュメンタリー賞受賞
- 2003年 - インディペンデント・スピリット賞 最優秀ドキュメンタリー賞受賞
- 2003年 - カンザス・シティ映画批評家協会賞 最優秀ドキュメンタリー賞受賞
- 2003年 - オンライン映画批評家協会賞 最優秀ドキュメンタリー賞受賞
- 2003年 - セザール賞 最優秀外国語映画賞受賞
- 2003年 - ダラス・フォース・ワース映画批評家協会賞 最優秀ドキュメンタリー賞受賞
- 2003年 - アメリカ映画編集者協会賞 最優秀編集賞エディー賞受賞
- 2003年 - アカデミー賞 長編ドキュメンタリー映画賞受賞

## 参考
- デヴィッド・T. ハーディ＆ジェイソン クラーク著/明浦綾子、小林敦子、岡本千晶、友田葉子訳 『アホでマヌケなマイケル・ムーア』（白夜書房）2004年 ISBN 4-89367-968-6
- 映画『エレファント』 - この映画と比較される作品でコピーは「キスも知らない17歳が銃の撃ち方は知っている」
- 映画『ダイアナの選択』 - 似たような乱射事件がトラウマになった女性の話